# Desmosoma lineare
Desmosoma lineare är en kräftdjursart som beskrevs av Georg Ossian Sars 1864. Desmosoma lineare ingår i släktet Desmosoma och familjen Desmosomatidae. Arten är reproducerande i Sverige. Inga underarter finns listade i Catalogue of Life.